# Мінамі-Уонума (Ніїґата)

37°03′56″ пн. ш. 138°52′34″ сх. д. / 37.06556° пн. ш. 138.87611° сх. д.
Міна́мі-Уону́ма (яп. 南魚沼市, みなみうおぬまし, МФА: [mʲinamʲi u.onuma ɕi̥]) — місто в Японії, в префектурі Ніїґата.

## Короткі відомості
Розташоване в південній частині префектури. Виникло на основі сільських поселень раннього нового часу. Засноване 1 листопада 2004 року шляхом об'єднання містечко Ямато й Муйка повіту Мінамі-Уонума. Основою господарство сільське господарство, рисівництво, броварництво, виробництво електротоварів. Один з найбільших експортерів рису косіхікарі. Станом на 1 квітня 2009 площа міста становила 584,82 км². Станом на 1 червня 2011 населення міста становило 61 165 осіб.